# Vagyim Nyikolajevics Krasznoszelszkij
Vagyim Nyikolajevics Krasznoszelszkij (oroszul: Вадим Николаевич Красносельский; Daurija, Szovjetunió, 1970. április 14. –) politikus, a Dnyeszter Menti Köztársaság 3. elnöke 2016-os megválasztásától. Korábban a Dnyeszter Menti Köztársaság Legfelsőbb Tanács 7. kerületi tagja, a Legfelsőbb Tanács 6. elnöke (2015–2016) és 7. belügyminiszter volt.

## Élete
Vagyim Krasznoszelszkij 1970. április 14-én született Nyikolaj Vasziljevics Krasznoszelszkij (1939–2016) és Antonyina Grigorjevna Krasznoszelszkaja (1945–) gyermekeként a Szovjetunió Oroszországi Szovjet Szövetségi Szocialista Köztársaság Borzjai járásban (ma Zabajkalszki járás), Daurija faluban. Ez a járás a Bajkálontúli határterületen található.
Krasznoszelszkij katonacsaládból származik. Édesapját 1978-ban áthelyezték a Moldáv Szovjet Szocialista Köztársaságban található benderi katonai bázisra. 1978-ban a 102. számú középiskolába (ma 1. számú gimnázium) járt Benderben, itt ismerte meg későbbi feleségét, Szvetlanát. Gyermekként Krasznoszelszkij zeneiskolába járt, és részt vett evezős és más sportversenyeken, teljesítve a „Szovjetunió sportmesterjelöltje” címhez szükséges követelményeket.
Érettségi után, 1987-ben Krasznoszelszkij Odesszában kezdett el tanulni, de még az első évben otthagyta, hogy Harkivban belépjen a katonai repülőmérnöki felsőfokú iskolába, ahol 1993-ban diplomázott. A független Ukrajnára tett hűségesküt azonban megtagadta. Ezt követően a transznisztriai biztonsági erőkhöz csatlakozott, később a belügyminisztérium magas rangú tisztviselője lett.
Krasznoszelszkij 1998 és 2000 között a benderi rendőrség korrupcióellenes osztályának helyettes vezetője volt, 2000 és 2003 között pedig a Transznisztria belügyminisztériuma központi hivatalának korrupcióellenes osztályának helyettes vezetője volt.
Vagyim Krasznoszelszkij a Transznisztriai Állami Egyetemen szerzett jogi diplomát, 2002-ben végzett a jogi karon. Több éven át a benderi rendőrségnél dolgozott, ahol a ranglétrán végigjárta a ranglétrát, majd a város rendőrfőnöke lett. 2003. szeptember 10-től a benderi GOVD (később a benderi belügyi tárca) vezetője volt. 2003. szeptember 10-től a benderi belügyi tárca vezetője.
2007-ben Krasznoszelszkij belügyminiszter lett, és 2012-ig töltötte be ezt a tisztséget, amikor is az üzleti életben kezdett dolgozni, a  Interdnyesztrkom KZRT. igazgatótanácsának tanácsadójaként, ahol 3 évig, 2015-ig dolgozott. 2015-ben a választásokon beválasztották a Legfelsőbb Tanácsba, és kinevezték a testület elnökévé.

## Elnökség
A Sheriff konglomerátum támogatásával a 2016-os elnökválasztáson legyőzte Jevgenyij Sevcsuk hivatalban lévő elnököt, a szavazatok 62%-át kapta. 2017. december 27-én iktatták be a Nagyezsda Aronyeckaja Állami Drámai Színházban. 2017. január 4-én Benderben fogadta az újonnan megválasztott moldovai elnököt, Igor Dodont, aki több év óta a második moldovai vezető volt, aki a Dnyeszter Menti Köztársaságba látogatott. 2018 szeptemberében első jelentősebb, a Dnyeszter Menti Köztársaságon kívüli állami látogatása Szuhumiban volt, Abházia függetlenségének ünneplésére. 2019 januárjában részt vett a Dnyeszter Menti Köztársaság moszkvai képviseleti irodájának megnyitóján, amely a "Pridnyesztrovie" együttműködési központ helyébe lépett. Május 29-én bejelentette, hogy nemzetközi pert indít Moldova ellen, amelyben a Dnyeszter Menti Köztársaság kártérítést kér "a Dnyeszteren túli nép elleni agresszióért". Augusztusban részt vett az orosz erők műveleti csoportjának bázisán Szergej Sojgu orosz védelmi miniszterrel közösen tartott ünnepségen, amelyet – a második jászvásár–kisinyovi offenzívával történt – Moldova felszabadításának 75. évfordulója alkalmából rendeztek. Október végén találkozott Igor Dodon elnökkel a holercani elnöki rezidencián a november 4-5-re tervezett – transznisztriai szabályozással foglalkozó – bajorországi konferencia előtt.
Elnöksége alatt felelevenítette a hagyományos újévi bálokat, amelyeken házastársával együtt vesz részt. 2017 szeptemberében elrendelte a Dnyeszteren túli fegyveres erők ifjúsági kadétiskolájának, a Tiraszpoli Szuvorov Katonai Iskolának a létrehozását.
Számos alkalommal kifejezte támogatását annak érdekében, hogy Dnyeszter Menti Köztársaság területe Oroszország része legyen.

### A transznisztriai kultúráról alkotott nézetek
Krasznoszelszkij javasolta, hogy emeljenek szobrot olyan neves cári orosz vezetőknek, mint Alekszandr Szuvorov generalisszimusz és Pjotr Sztolipin miniszterelnök.
Kijelentette, hogy alkotmányos monarchista, és az elnökválasztási kampány során a következőket mondta:

„Természetemnél fogva monarchista vagyok. Fiatal koromtól kezdve szigorúan monarchikus nézeteket vallottam. A monarchizmus, a korlátozott alkotmányos monarchizmus híve vagyok, és az Orosz Birodalom tapasztalatait veszem alapul”

Kijelentette, hogy támogatja a hagyományos, egy férfi és egy nő közötti házasság gondolatát.

## Ellentmondások
2007-ben Dnyeszter Menti Köztársaság belügyminiszterként Krasznoszelszkij részt vett abban a vitatott döntésben, hogy egy katonai temetőben eltávolították a román katonák sírköveit és más emléktábláit, és a temetőt kizárólag szovjet katonáknak szentelték át, bár a maradványokat nem exhumálták. Az eset vitát váltott ki Romániában és Németországban. Krasznoszelszkij több ellentmondásos kijelentést is tett a román katonákkal kapcsolatban.
2021 márciusában, a Covid19-pandémia idején Moldova 1810 adag, Románia által adományozott vakcinát adott át Dnyeszteren túli területnek. Krasznoszelszkij azt állította, hogy ezek az Egészségügyi Világszervezettől (WHO) érkeztek. Később kijavította magát, és köszönetet mondott Romániának.
A 2021-es transznisztriai elnökválasztáson csak az Állami Duma orosz megfigyelői kísérhették figyelemmel a szavazást, ami kérdéseket vetett fel annak legitimitásával kapcsolatban.
Krasznoszelszkij szerepel azon a listán, amelyen a Dnyeszter Menti Köztársaság hivatalos személyek szerepelnek, akiknek tilos az EU-ba való beutazása.

## Család
Felesége, Szvetlana Krasznoszelszkaja filológus és orosz nyelvtanár. Egy fia, Ivan, és két lánya van, Zsenyevjeva és Szofija.